# Azis Polozhani
Azis (Aziz) Polozhani (mac. Азис Положани; ur. 15 lutego 1957 w Liwadzie) – jugosłowiański i północnomacedoński lekarz oraz polityk, w latach 2002–2006 minister edukacji i nauki.

## Życiorys
Pracował jako chirurg w Prisztinie, następnie specjalizował się w Zurychu. Od  1 listopada 2002 do 6 lipca 2006 pełnił funkcję ministra edukacji i nauki, następnie był deputowanym do Zgromadzenia Republiki Macedonii, reprezentując w nim Demokratyczny Związek na rzecz Integracji.
Deklaruje znajomość języka angielskiego.

## Życie prywatne
Mieszka w Strudze.